# 125 (عدد)
125 أو مائة وخمسة و عشرون هو عدد صحيح. طبيعي يلي 124 و يسبق 126

## في الرياضيات
- 125 هو أول عدد إقتصادي
- 125 أو{\displaystyle 5^{3}} هو مكعب كامل
- 125 عدد مضلعي يمكن به تشكيل مضلع غير ممركز ذا أربعة عشر ضلعا ترتيبه 3 أو مضلعا ذا 125 ضلع ترتيبه 2.
- 125 عدد زائد لأن مجموع قواسمه بإستثنائه اصغر منه.
- 125 يكتب في صيغة مجموع مربعين كاملين {\displaystyle 11^{2}+2^{2}=10^{2}+5^{2}}
- 125 يساوي بعد وتر مثلث قائم بعدا قاعدتاه تساوي كل على حدة 117 و 44 أي أن {\displaystyle 125^{2}=44^{2}+117^{2}}
- 125 يساوي {\displaystyle 2^{7}-3}
- 125 قاسم للعدد {\displaystyle 57^{4}-1}
- 125 عدد غير سعيد
- العددان 125 و 126 زوجا روث ايرون. لأنهما متتاليان ومجموع القواسم الأولية لاحدها تساوي مجموع القواسم الأولية للآخر.

125 : 1 + 5 = 6 , 126 : 1 + 2 + 3 = 6

## في مجالات أخرى
- 125 هو العدد الذري لعنصر اليوبيبانتيوم.
- يمكن كتابة الرمز "}" بAlt + 125 على ويندوز